# Stölting Service Group
Stölting Service Group er et tysk Pro kontinental-cykelhold, under UCI. Holdet blev oprettet som dansk elitehold i 1985, og har siden 2000 haft UCI-licens. Holdet var indtil 2012 ejet af foreningen Cycling Horsens hvorefter Skelde overtog holdet.
Glud & Marstrand var holdets sponsor fra 1995 til 2012. I perioden 2010 til 2012 var LRØ navnesponsor sammen med G&M og LRØ direktøren Per Bardrum var formand for Cycling Horsens. I 2013 overtog Cult A/S sponsoratet under navnet Team Cult Energy. Fra januar 2014 skiftede holdet navn til Team Cult Energy Vital Water, og året efter, i 2015, skiftede holdet navn til CULT Energy Pro Cycling. I 2016 skiftede holdet navn til Stölting Service Group, efter at CULT opsagde sponsoratet i slutningen af 2015.

## Historie

### Sæson 2016 - Stölting Service Group
Herefter skiftede holdet navn til Stölting Service Group, og overgik til tysk licens, efter at Cult træk deres sponsorat af holdet.
| Trup 2016                                          | Trup 2016          | Trup 2016                | Trup 2016 |
| Rytter                                             | Fødselsdag         | Seneste hold             |           |
| -------------------------------------------------- | ------------------ | ------------------------ | --------- |
| Michael Carbel                                     | 7. februar 1995    |                          |           |
| Gerald Ciolek                                      | 19. september 1986 | MTN-Qhubeka (2015)       |           |
| Linus Gerdemann                                    | 16. september 1982 | Cult Energy (2015)       |           |
| Rasmus Guldhammer                                  | 9. marts 1989      | Cult Energy (2015)       |           |
| Lasse Norman Leth                                  | 11. februar 1992   | Cannondale-Garmin (2015) |           |
| Lennard Kämna                                      | 9. september 1996  | RSC Cottbus (2014)       |           |
| Alexander Kamp                                     | 14. december 1993  | ColoQuick (2015)         |           |
| Thomas Koep                                        | 15. september 1990 |                          |           |
| Alex Kirsch                                        | 12. juni 1992      | Cult Energy (2015)       |           |
| Romain Lemarchand                                  | 26. juli 1987      | Cult Energy (2015)       |           |
| Christian Mager                                    | 8. april 1992      | Cult Energy (2015)       |           |
| Mads Pedersen                                      | 18. december 1995  | Cult Energy (2015)       |           |
| Rasmus Quaade                                      | 7. januar 1990     | Cult Energy (2015)       |           |
| Michael Reihs                                      | 25. april 1979     | Cult Energy (2015)       |           |
| Sven Reutter                                       | 13. august 1996    |                          |           |
| Jonas Tenbrock                                     | 16. december 1995  |                          |           |
| Fabian Wegmann                                     | 20. juni 1980      | Cult Energy (2015)       |           |
| Moritz Backofen (1. aug.–31. dec., stagiaire)      | 21. marts 1995     |                          |           |
| Alexander Weifenbach (1. aug.–31. dec., stagiaire) | 2. december 1990   |                          |           |
| Willi Willwohl (1. aug.–31. dec., stagiaire)       | 31. august 1994    |                          |           |
|                                                    |                    |                          |           |
| Kilder: ProCyclingStats Cycling Archives           |                    |                          |           |

note: Michael Carbel

### Sæson 2015 - CULT Energy Pro Cycling
I 2015 blev Team Cult Energi Vital Water et Pro kontinental-hold og skiftede navn til CULT Energy Pro Cycling.
Opdateret 7. februar 2015.
|                   | Rytter            | Fødselsdag         |
| ----------------- | ----------------- | ------------------ |
| Russell Downing   | Russell Downing   | 23. august 1978    |
| Linus Gerdemann   | Linus Gerdemann   | 16. september 1982 |
| Rasmus Guldhammer | Rasmus Guldhammer | 9. marts 1989      |
| Karel Hnik        | Karel Hnik        | 9. august 1991     |
| Gustav Larsson    | Gustav Larsson    | 20. september 1980 |
| Romain Lemarchand | Romain Lemarchand | 26. juli 1987      |
| Alex Kirsch       | Alex Kirsch       | 12. juni 1992      |
| Christian Mager   | Christian Mager   | 8. april 1992      |

|                           | Rytter                    | Fødselsdag        |
| ------------------------- | ------------------------- | ----------------- |
| Martin Mortensen          | Martin Mortensen          | 5. november 1984  |
| Mads Pedersen             | Mads Pedersen             | 18. december 1995 |
| Rasmus Quaade             | Rasmus Quaade             | 7. januar 1990    |
| Michael Reihs             | Michael Reihs             | 25. april 1979    |
| Michael Carbel Svendgaard | Michael Carbel Svendgaard | 7. februar 1995   |
| Troels Vinther            | Troels Vinther            | 24. februar 1987  |
| Fabian Wegmann            | Fabian Wegmann            | 20. juni 1980     |
| Joel Zangerle             | Joel Zangerle             | 11. oktober 1988  |

### Sæson 2014 - Team CULT Energy - Vital Water
Opdateret 9. marts 2014.
|                  | Rytter           | Fødselsdag                |
| ---------------- | ---------------- | ------------------------- |
| Lasse Bøchmann   | Lasse Bøchmann   | 13. juni 1983 (41 år)     |
| Michael Carbel   | Michael Carbel   | 7. februar 1995 (30 år)   |
| Mads Christensen | Mads Christensen | 6. april 1984 (40 år)     |
| Magnus Cort      | Magnus Cort      | 16. januar 1993 (32 år)   |
| Christian Moberg | Christian Moberg | 13. november 1987 (37 år) |
| Martin Mortensen | Martin Mortensen | 11. maj 1984 (40 år)      |
| Mads Pedersen    | Mads Pedersen    | 18. december 1995 (29 år) |

|                    | Rytter             | Fødselsdag               |
| ------------------ | ------------------ | ------------------------ |
| Michael Reihs      | Michael Reihs      | 25. april 1979 (45 år)   |
| André Steensen     | André Steensen     | 12. oktober 1987 (37 år) |
| Rasmus Sterobo     | Rasmus Sterobo     | 11. august 1991 (33 år)  |
| Emil Vinjebo       | Emil Vinjebo       | 24. marts 1994 (31 år)   |
| Troels Vinther     | Troels Vinther     | 24. februar 1987 (38 år) |
| Mads Würtz Schmidt | Mads Würtz Schmidt | 31. marts 1994 (30 år)   |

### Sæsonen 2013

#### Tilgang-Afgang
| Tilgang             | Team 2012                     | Afgang           | Team 2013                  |
| ------------------- | ----------------------------- | ---------------- | -------------------------- |
| Michael Reihs       | Team Christina Watches-Onfone | Sebastian Lander | BMC Racing Team            |
| Mads Würtz Schmidt  | Blue Water Cycling            | Lasse Bøchman    | J. Jensen - Ramirent       |
| Alexander Kamp      | Team Christina Watches-Onfone | Mathias Gade     | Concordia Forsikring Riwal |
| Magnus Cort Nielsen | Concordia Forsikring Riwal    |                  |                            |
| Troels Vinther      | Team Saxo-Tinkoff             |                  |                            |

#### Ryttere
| Navn                     | Fødselsdato       | Nationalitet |
| ------------------------ | ----------------- | ------------ |
| André Steensen           | 12. Oktober 1987  | Danmark      |
| Michael Valgren Andersen | 7. Februar 1992   | Danmark      |
| Troels Vinther           | 24. Februar 1987  | Danmark      |
| Kasper Linde             | 23. August 1984   | Danmark      |
| Christian Moberg         | 13. November 1987 | Danmark      |
| Jesper Hansen            | 23. Oktober 1990  | Danmark      |
| Magnus Cort Nielsen      | 16. Januar 1993   | Danmark      |
| Patrick Clausen          | 2. Juli 1990      | Danmark      |
| Rasmus Sterobo           | 11. August 1991   | Danmark      |
| Mads Würtz Schmidt       | 31. Marts 1994    | Danmark      |
| Alexander Kamp           | 14. December 1993 | Danmark      |
| Michael Reihs            | 25. April 1979    | Danmark      |

- Niki Østergaard indstillede karrieren i Marts 2013

### Sæsonen 2012

#### Tilgang-Afgang
| Tilgang          | Team 2011                  | Afgang                  | Team 2012                |
| ---------------- | -------------------------- | ----------------------- | ------------------------ |
| Sebastian Lander | Concordia Forsikring Riwal | Christopher Juul-Jensen | Team Saxo-Tinkoff        |
| Jesper Hansen    | Team Energi Fyn            | Troels Vinther          | Team Saxo-Tinkoff        |
| Rasmus Sterobo   | Team Energi Fyn            | Daniel Foder            | Christina Watches-Onfone |
| André Steensen   | Team Saxo-Tinkoff          | Jacob Nielsen           | Blue Water Cycling       |
| Patrick Clausen  | Biketoyz U23 Racing        | Jimmi Sørensen          | Christina Watches-Onfone |
|                  |                            | Michael Berling         | Cycle Premier            |
|                  |                            | Thomas Vedel Kvist      | Indstiller Karrieren     |
|                  |                            | Kasper Jebjerg          | Indstiller Karrieren     |

#### Ryttere
| Navn                     | Fødselsdato       | Nationalitet |
| ------------------------ | ----------------- | ------------ |
| Lasse Bøchman            | 13. Juni 1983     | Danmark      |
| Patrick Clausen          | 2. Juli 1990      | Danmark      |
| Mathias Gade             | 5. Februar 1990   | Danmark      |
| Jesper Hansen            | 23. Oktober 1990  | Danmark      |
| Sebastian Lander         | 3. Marts 1991     | Danmark      |
| Kasper Linde             | 23. August 1984   | Danmark      |
| Christian Moberg         | 13. November 1987 | Danmark      |
| Niki Østergaard          | 21. Januar 1988   | Danmark      |
| André Steensen           | 12. Oktober 1987  | Danmark      |
| Rasmus Sterobo           | 11. August 1991   | Danmark      |
| Michael Valgren Andersen | 7. Februar 1992   | Danmark      |

### Sæsonen 2011

#### Tilgang-Afgang
| Tilgang                  | Team 2010                        | Afgang              | Team 2011                  |
| ------------------------ | -------------------------------- | ------------------- | -------------------------- |
| Daniel Foder             | Concordia Forsikring Riwal       | Mads Christensen    | Team Saxo-Tinkoff          |
| Thomas Vedel Kvist       | Omega Pharma-Quick Step          | Ricky Enø Jørgensen | Concordia Forsikring Riwal |
| Jimmi Sørensen           | Team Designa Køkken - Blue Water | Michael Tronborg    | Team Differdange           |
| Michael Valgren Andersen | Glud & Marstrand Hobro           | Mathias Frostholm   | Indstiller Karrieren       |
| Kasper Jebjerg           | Team Designa Køkken - Blue Water |                     |                            |
| Michael Færk Christensen | Som Sportsdirektør               |                     |                            |

#### Ryttere
| Navn                     | Fødselsdato       | Nationalitet |
| ------------------------ | ----------------- | ------------ |
| Michael Berling          | 24. April 1982    | Danmark      |
| Lasse Bøchman            | 13. Juni 1983     | Danmark      |
| Daniel Foder             | 7. April 1983     | Danmark      |
| Mathias Gade             | 5. Februar 1990   | Danmark      |
| Kasper Jebjerg           | 21. Marts 1985    | Danmark      |
| Christopher Juul-Jensen  | 6. Juli 1989      | Danmark      |
| Thomas Vedel Kvist       | 18. August 1987   | Danmark      |
| Kasper Linde             | 22. August 1984   | Danmark      |
| Christian Moberg         | 13. November 1987 | Danmark      |
| Jacob Nielsen            | 12. Januar 1978   | Danmark      |
| Niki Østergaard          | 21. Januar 1988   | Danmark      |
| Troels Vinther           | 24. Februar 1987  | Danmark      |
| André Steensen           | 12. Oktober 1987  | Danmark      |
| Jimmi Sørensen           | 7. November 1990  | Danmark      |
| Michael Valgren Andersen | 7. Februar 1992   | Danmark      |

### Sæsonen 2010

#### Sejre
| Dato      | Løb                                       | Kat.      | Rytter           |
| --------- | ----------------------------------------- | --------- | ---------------- |
| 25. April | East Midlands International Cicle Classic | 1.2       | Michael Berling  |
| 25. April | 1. afd. Post Cup Vejle                    | Dansk Cup | Mads Christensen |
| 18. April | Sønderborg                                | Cat.-A    | Michael Tronborg |

#### Tilgang-Afgang
| Tilgang                    | Team 2009           | Afgang                   | Team 2011                  |
| -------------------------- | ------------------- | ------------------------ | -------------------------- |
| Lasse Bøchman              | Team Saxo Bank      | Nicolai Steensen         | Concordia Forsikring Riwal |
| Niki Østergaard            | Team Capinordic     | Michael Færk Christensen | Designa Køkken-Blue Water  |
| Troels Vinther             | Team Capinordic     | Max Jenkins              | OUCH-Maxxis                |
| Mads Christensen           | Team Designa Køkken | Frederik Just            | Stenca Trading             |
| Michael Tronborg           | Team Designa Køkken | Luthando Kaka            | Team Medscheme             |
| Christian Moberg Jørgensen | Team Energi Fyn     |                          |                            |

#### Ryttere
| Navn                       | Fødselsdato       | Nationalitet |
| -------------------------- | ----------------- | ------------ |
| Michael Berling            | 24. April 1982    | Danmark      |
| Lasse Bøchman              | 13. Juni 1983     | Danmark      |
| Mads Christensen           | 6. April 1984     | Danmark      |
| Mathias Frosthom           | 26. August 1990   | Danmark      |
| Mathias Gade               | 5. Februar 1990   | Danmark      |
| Christian Moberg Jørgensen | 13. November 1987 | Danmark      |
| Kasper Linde Jørgensen     | 22. August 1984   | Danmark      |
| Ricky Enø Jørgensen        | 5. Juni 1989      | Danmark      |
| Christopher Juul Jensen    | 6. Juli 1989      | Danmark      |
| Jacob Nielsen              | 12. Januar 1978   | Danmark      |
| Niki Østergaard            | 21. Januar 1988   | Danmark      |
| Michael Tronborg           | 13. Juli 1983     | Danmark      |
| Troels Vinther             | 24. Februar 1987  | Danmark      |

### Sæsonen 2009

#### Sejre
| Dato          | Løb                   | Kat.    | Rytter                   |
| ------------- | --------------------- | ------- | ------------------------ |
| 16. Maj       | Dansukkerløbet        | Cat.-A  | Michael Færk Christensen |
| 16. Maj       | Grand Prix Copenhagen | UCI 1.2 | Jacob Nielsen            |
| 5. Juni       | Stevns                | Cat.-A  | Michael Færk Christensen |
| 7. Juni       | Horsens               | Cat.-A  | Jacob Nielsen            |
| 3. Juli       | Fredericia            | Cat.-A  | Michael Berling          |
| 22. August    | Ringkøbing            | Cat.-A  | Michael Færk Christensen |
| 6. September  | Vejen                 | Cat.-A  | Nicolai Steensen         |
| 20. September | Odder                 | Cat.-A  | Chris Juul Jensen        |

#### Ryttere
| Navn                     | Fødselsdato      | Nationalitet |
| ------------------------ | ---------------- | ------------ |
| Michael Berling          | 24. April 1982   | Danmark      |
| Mads Christensen         | 6. April 1984    | Danmark      |
| Michael Færk Christensen | 14. Februar 1986 | Danmark      |
| Mathias Frosthom         | 26. August 1990  | Danmark      |
| Mathias Gade             | 5. Februar 1990  | Danmark      |
| Max Jenkins              | 5. December 1986 | USA          |
| Frederik Just Jernov     | 4. November 1990 | Danmark      |
| Kasper Linde Jørgensen   | 22. August 1984  | Danmark      |
| Ricky Enø Jørgensen      | 5. Juni 1989     | Danmark      |
| Christopher Juul Jensen  | 6. Juli 1989     | Danmark      |
| Luthando Kaka            | 6. Januar 1986   | Sydafrika    |
| Jacob Nielsen            | 12. Januar 1978  | Danmark      |
| Nicolai Steensen         | 29. Marts 1990   | Danmark      |

### Sæsonen 2008

#### Ryttere
| Navn                       | Fødselsdato      | Nationalitet |
| -------------------------- | ---------------- | ------------ |
| André Steensen             | 12. Oktober 1987 | Danmark      |
| Christian Knørr            | 8. Maj 1985      | Danmark      |
| Christopher Juul-Jensen    | 6. Juli 1989     | Danmark      |
| Jacob Kodrup               | 1. Januar 1987   | Danmark      |
| Jacob Nielsen              | 12. Januar 1978  | Danmark      |
| Jesper Odgaard Nielsen     | 7. Juli 1984     | Danmark      |
| Kaspar Schjønnemann Larsen | 13. April 1987   | Danmark      |
| Kim Marius Nielsen         | 16. Januar 1986  | Danmark      |
| Lasse Bøchman              | 13. Juni 1983    | Danmark      |
| Luthando Kaka              | 6. Januar 1986   | Sydafrika    |
| Michael Berling            | 24. April 1982   | Danmark      |
| Michael Færk Christensen   | 14. Februar 1986 | Danmark      |
| Morten Voss Christiansen   | 21. Januar 1979  | Danmark      |
| Nicolaj Foulum Olesen      | 1. November 1988 | Danmark      |

### Sæsonen 2007

#### Ryttere
| Navn                       | Fødselsdato      | Nationalitet |
| -------------------------- | ---------------- | ------------ |
| André Steensen             | 12. Oktober 1987 | Danmark      |
| Jacob Nielsen              | 12. Januar 1978  | Danmark      |
| Kaspar Schjønnemann Larsen | 13. April 1987   | Danmark      |
| Kim Marius Nielsen         | 16. Januar 1986  | Danmark      |
| Lasse Bøchman              | 13. Juni 1983    | Danmark      |
| Michael Berling            | 24. April 1982   | Danmark      |
| Michael Skelde             | 13. August 1973  | Danmark      |
| Morten Voss Christiansen   | 21. Januar 1979  | Danmark      |
| Rune Udby                  | 21. Juni 1982    | Danmark      |
| Nicolaj Foulum Olesen      | 1. November 1988 | Danmark      |

### Sæsonen 2006

#### Tilgang-Afgang
| Tilgang                    | Team 2005          | Afgang             | Team 2006               |
| -------------------------- | ------------------ | ------------------ | ----------------------- |
| Alexander Kristoff         | Startede Karrieren | Alexander Kristoff | Joker Merida            |
| Christer Rake              | Startede Karrieren | Christer Rake      | Team Øster Hus - Ridley |
| Flemming Rasmussen         | Startede Karrieren | Flemming Rasmussen | Stoppede Karrieren      |
| Thomas Guldhammer          | Startede Karrieren | Thomas Guldhammer  | Team Designa Køkken     |
| Troels Vinther             | Startede Karrieren | Troels Vinther     | Cycle Collstrop         |
| André Steensen             | Startede Karrieren | Håvard Nybø        | Team Øster Hus - Ridley |
| Kaspar Schjønnemann Larsen | Startede Karrieren | Roy Hegreberg      | Team Øster Hus - Ridley |
| Michael Berling            | Startede Karrieren |                    |                         |
| Morten Voss Christiansen   | Startede Karrieren |                    |                         |
| Rune Udby                  | Startede Karrieren |                    |                         |
| Thomas Guldhammer          | Startede Karrieren |                    |                         |

#### Ryttere
| Navn                       | Fødselsdato      | Nationalitet |
| -------------------------- | ---------------- | ------------ |
| André Steensen             | 12. Oktober 1987 | Danmark      |
| Jacob Nielsen              | 12. Januar 1978  | Danmark      |
| Kaspar Schjønnemann Larsen | 13. April 1987   | Danmark      |
| Kim Marius Nielsen         | 16. Januar 1986  | Danmark      |
| Michael Berling            | 24. April 1982   | Danmark      |
| Michael Skelde             | 13. August 1973  | Danmark      |
| Morten Voss Christiansen   | 21. Januar 1979  | Danmark      |
| Rune Udby                  | 21. Juni 1982    | Danmark      |
| Alexander Kristoff         | 5. Juli 1987     | Norge        |
| Christer Rake              | 19. Marts 1987   | Norge        |
| Flemming Rasmussen         | 30. Januar 1987  | Danmark      |
| Håvard Nybø                | 11. April 1983   | Norge        |
| Thomas Guldhammer          | 31. Juli 1987    | Danmark      |
| Troels Vinther             | 24. Februar 1987 | Danmark      |
| Roy Hegreberg              | 25. Marts 1981   | Norge        |

### Sæsonen 2005

#### Afgang
| Afgang                     | Team 2006           |
| -------------------------- | ------------------- |
| Jens-Erik Madsen           | Team Designa Køkken |
| Lasse Bøchman              | Team GLS            |
| Michael Smith Larsen       | Stopper Karrieren   |
| Kasper Klostergaard Larsen | Team Saxo-Tinkoff   |

#### Ryttere
| Navn                       | Fødselsdag      | Nationalitet | Hold 2004                |
| Håvard Nybø                | 11. April 1983  | Norge        | Startede Karrieren       |
| Jacob Nielsen              | 12. Januar 1978 | Danmark      | Glud & Marstrand Horsens |
| Kim Marius Nielsen         | 16. Januar 1986 | Danmark      | Startede Karrieren       |
| Michael Skelde             | 13. August 1973 | Danmark      | Alessio – Bianchi        |
| Jens-Erik Madsen           | 30. Marts 1987  | Danmark      | Glud & Marstrand Horsens |
| Kasper Klostergaard Larsen | 22. Maj 1983    | Danmark      | Glud & Marstrand Horsens |
| Lasse Bøchman              | 13. Juni 1982   | Danmark      | Startede Karrieren       |
| Michael Smith Larsen       | 3. Juni 1981    | Danmark      | Glud & Marstrand Horsens |
| Roy Hegreberg              | 25. Marts 1981  | Norge        | Jartazi Granville Team   |